# Sphyrna lewini
Sphyrna lewini, conosciuto comunemente come Squalo martello smerlato, è uno squalo appartenente alla famiglia Sphyrnidae.

## Distribuzione e habitat
Questa specie è diffusa nelle acque costiere tropicali e subtropicali di tutti gli oceani, compreso il Mar Mediterraneo occidentale. Predilige le barriere coralline, gli estuari e le baie; abita una fascia compresa tra -1 e -275 metri, anche se è stato filmato fino a -500 metri.

## Descrizione
La forma è tipica degli squali martello: presenta un corpo snello ma muscoloso, allungato, con la testa a forma piatta e allargata, ai lati della quale albergano gli occhi. La pinna dorsale è triangolare e molto sviluppata, così come il lobo superiore della pinna caudale.

Raggiunge una lunghezza di 430 cm per un peso di 250–300 kg.

## Riproduzione
S. lewini è una specie vivipara: dopo la fecondazione interna nell'utero della femmina si formano 13-20 piccoli, che partorirà quando avranno raggiunto i 40–50 cm di lunghezza.

## Alimentazione
Lo squalo martello smerlato si nutre di calamari, granchi e altri crostacei nonché molte specie di pesci, fra cui razze e pesci ossei.

## Predatori
È a sua volta predato dalle orche.

## Pesca
È ambita preda dei pescatori sportivi e pescato commercialmente per l'alimentazione umana (filetti, pinne, tranci), per estrarre vitamine e le carcasse utilizzate per produrre farina di pesce.